# Quakers
Het Religieus Genootschap der Vrienden, beter bekend als Quakers, verouderd Nederlands kwakers, vormt een groep ondogmatische gelovigen, die zijn wortels vindt in de christelijke traditie. Het leven en de overgeleverde uitspraken van Jezus vormen een belangrijke inspiratiebron.

## Geschiedenis
De Quakers werden in 1649 door George Fox in Engeland gesticht.
Quakers geloven dat "dat van God" in ieder mens aanwezig is, wat door ieder mens ervaren kan worden. Zij spreken naast "dat van God" ook wel over het "innerlijk licht" of "inwaartse licht". Zij herkennen zich in de gedachte dat allen door dezelfde bron geïnspireerd kunnen worden. In de Quakergemeenschap in Nederland, evenals elders in de wereld, bestaan verschillende affiniteiten waaronder een evangelische, vrijzinnig-christelijke en universalistische. Deze sluiten elkaar wederzijds niet uit. Deze verscheidenheid ervaren quakers als waardevol. Quakers proberen, vaak met anderen samen, mensen tot elkaar te brengen om verzoening, gerechtigheid en vrede te bevorderen. In de Verenigde Staten en in het Verenigd Koninkrijk speelden zij een belangrijke rol bij de afschaffing van de slavernij.
Een (sinds eind negentiende eeuw) klein deel van de Quakers verwerpt het werelds genot en streeft een ascetisch leven na. Deze groep is vooral bekend uit de Verenigde Staten, waar de groep vergeleken wordt met andere christelijke minderheidsgroepen als de amish en de mormonen. Daartegenover kunnen veel quakers in bijvoorbeeld het oosten van de VS, in het Verenigd Koninkrijk en in België en Nederland juist tot de radicale vrijzinnigheid worden gerekend. Een bekende Nederlandse quaker was de schrijver Jan de Hartog.
De geschiedenis van de Quakers in Nederland wordt ingedeeld in twee perioden:
1. vrijwel vanaf het begin van de beweging in 1663 tot het midden van de negentiende eeuw 1851.
2. begonnen in 1931 met de heroprichting van de Nederlandse jaarvergadering tot nu. Anno 2020 zijn er zowel in Nederland als in België Quakers actief, met stille samenkomsten (maximaal wekelijks) in verschillende plaatsen (o.a. Amsterdam, Bennekom, Den Haag en Groningen in Nederland; Brussel en Gent in België).

## De naam van het genootschap

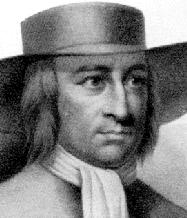
George Fox

De benaming quakers (d.i. 'bevers', van het werkwoord beven) ontstond in 1650, toen George Fox voor de rechter moest verschijnen voor een aanklacht wegens godslastering. Volgens Fox' Journal noemde de rechter hen quakers naar aanleiding van de oproep van Fox te beven voor het woord van God, een verwijzing naar de Bijbel (Jesaja 66:2, Ezra 9:4). De oorspronkelijk als spotnaam bedoelde benaming werd later als geuzennaam gehandhaafd. De benaming Society of Friends, die veel aanhangers prefereren, ontstond pas later.